# Estação de Radar N.º 2
A Estação de Radar N.º 2 é uma estação de radar da Força Aérea Portuguesa sediada em Paços de Ferreira, no Monte Pilar, onde estão colocados os radares. Também integra a estrutura da Organização do Tratado do Atlântico Norte (OTAN).

## Hitórico
A anterior Esquadra de Deteção e Conduta da Interceção n.º 12 (EDCI 12) era uma unidade de defesa aérea e dependeu até 1975 do Grupo de Detecção, Alerta e Conduta da Intercepção, localizado na Serra de Monsanto.
Em 1961 modernizou-se com a montagem do radar AN/FPS-6A em substituição dos primeiros radares que efectuavam a vigilância aérea.
O novo sistema de Comando e Controlo Aéreo de Portugal (SICCAP) tornou os sistemas existentes obsoletos e, em 1996, a Esquadra N.º 12 foi desactivada dando lugar à Estação de Radar N.º 2.
A partir de 1990, iniciou‑se a implementação de um novo sistema radar: um sistema tridimensional de longo alcance que ainda está ativo. Começando a operar em 1996, o sistema radar atualmente instalado foi integrado através do programa NATO Radars for the Southern Region and Portugal (RSRP).